# Zonnegem
Zonnegem is een dorp in de Belgische provincie Oost-Vlaanderen en een deelgemeente van Sint-Lievens-Houtem, het was een zelfstandige gemeente tot aan de gemeentelijke herindeling van 1977. Het dorp ligt in de Denderstreek.

## Geschiedenis
Het patronaatsrecht van de kerk was in bezit van de Abdij van Drongen. Pas na 1836 kwam er een door de bisschop benoemde pastoor. In 1817 werd Zonnegem een zelfstandige gemeente. Lange tijd was Zonnegem op de landbouw gericht en hiernaast vormden vlasbewerking, spinnen en weven de ambachtelijke bezigheden. Een confectieatelier en een bierbrouwerij waren de enige industriële activiteiten. Na de Tweede Wereldoorlog gingen veel mensen als pendelaar in Brussel of Aalst werken.

## Demografische ontwikkeling
- Bronnen:NIS, Opm:1831 tot en met 1970=volkstellingen; 1976 = inwoneraantal op 31 december

## Bezienswaardigheden
- De Sint-Stefanuskerk.
- De voormalige Brouwerij Rubbens, ooit als florissante landelijke bierproducent, is beschermd als monument. Ze bestaat uit een groep karaktervolle gebouwen rond een gekasseide binnenkoer. Centraal staat de grote brouwzaal, geflankeerd door de schouwtoren en de mouteest, een kader dat zich leent voor kleinschalige culturele evenementen. In 1970 werd de brouwerij gesloten. Men restaureerde de oude brouwerij en richtte ze in als polyvalente cultuurzaal met foyer. In deze brouwerij kan men een nieuw bier proeven: de Zonnegemse Zot. Het is een amberkleurig bier, hergist op fles, tamelijk zwaar (7,1 vol%), zacht van smaak met een pittige afdronk.
- De riante pastorie van Zonnegem.

## Natuur en landschap
Zonnegem ligt in Zandlemig Vlaanderen op een hoogte van 29-60 meter met als hoogste punt De Hul ten noorden van de dorpskom. De Smoorbeek, die tot het stroomgebied van de Molenbeek behoort, stroomt door Zonnegem. 
De Smoorbeekvallei wordt als natuurgebied beheerd door Natuurpunt Houtem.

## Evenementen
In 1954 voerde pastoor Gaston De Smet de paardenommegang in. Deze traditie wordt nog steeds in ere gehouden. Elk jaar op de laatste zondag van september vindt de paardenommegang plaats ter ere van Nicolaas van Tolentijn. Er komen paarden, tractoren en koetsen voorbij en de huizen worden bevlagd. De paardenommegang is 4 km lang en elk jaar nemen er ongeveer 200 paarden aan deel. De paarden worden gezegend met wijwater. Na de paardenommegang gaan de mensen naar de mis waar ze een gewijd broodje in ontvangst nemen. Ook de dieren krijgen dan stukjes gewijd brood.

## Geboren in Zonnegem
- Michel Van Aerde (1933-2020), wielrenner

## Afbeeldingen

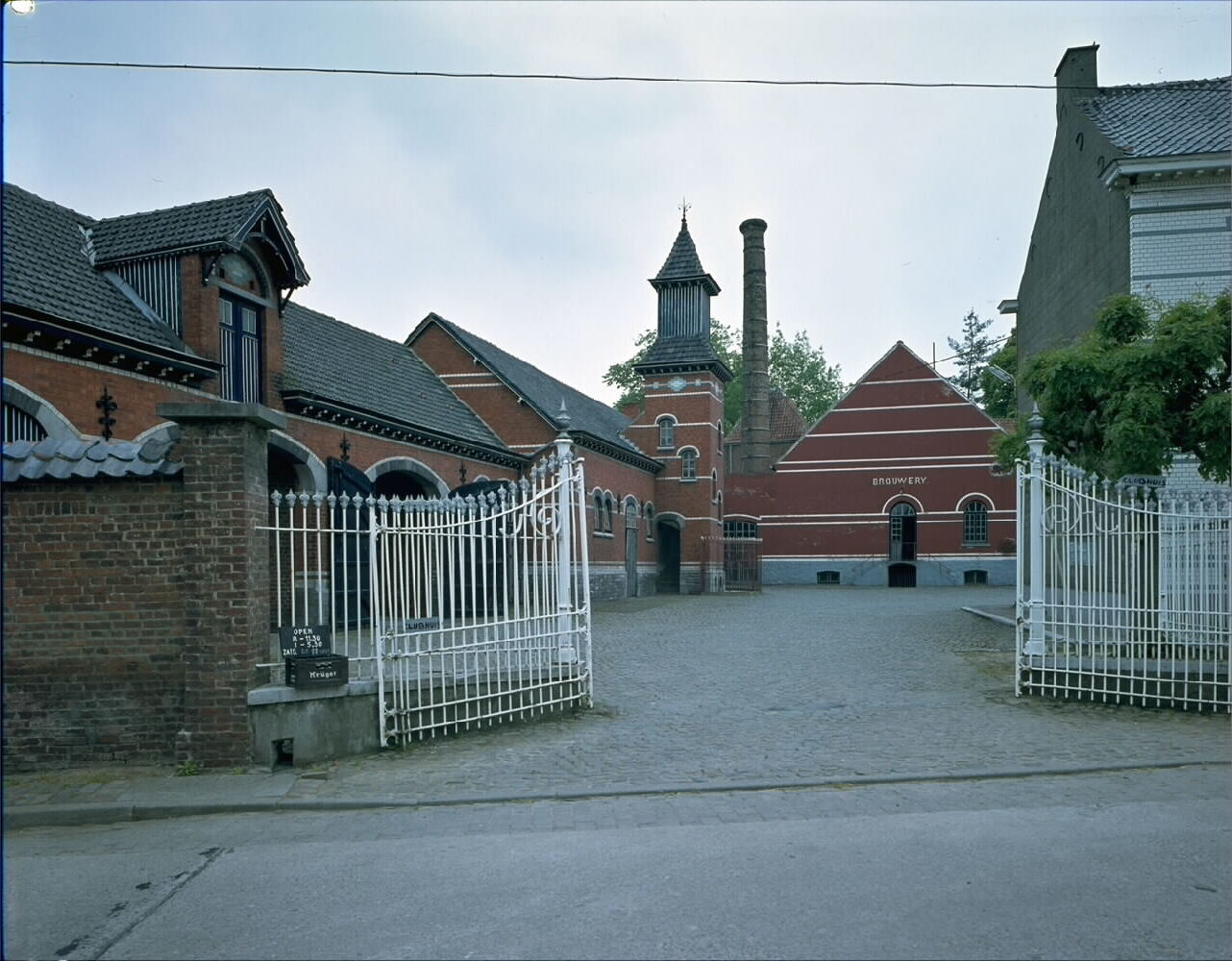
Brouwerij Rubbens
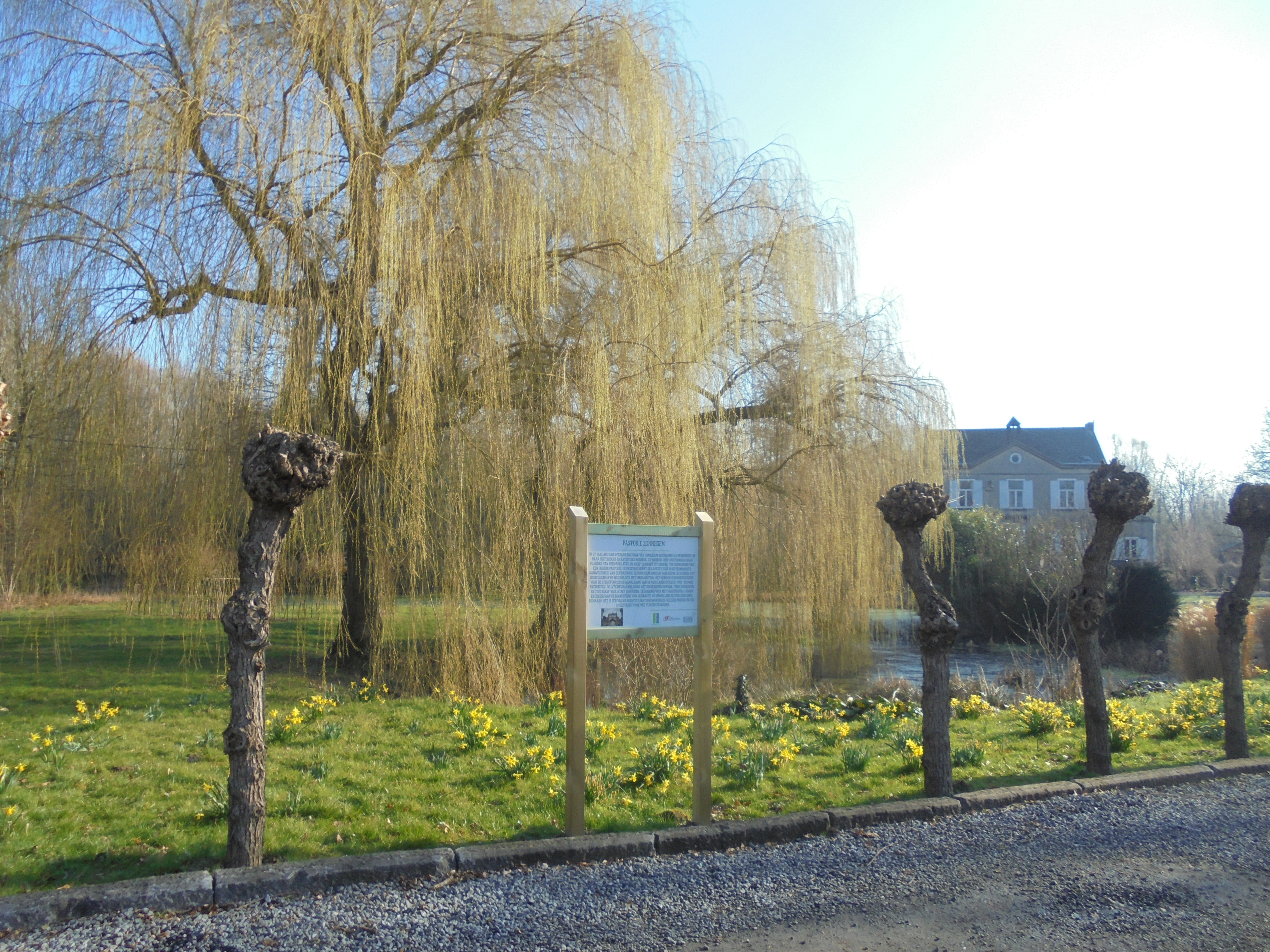
Pastorie van Zonnegem

## Nabijgelegen kernen
Vlierzele, Vlekkem, Bambrugge en zijn gehucht Egem, Burst.
Deelgemeenten: Bavegem · Letterhoutem · Sint-Lievens-Houtem · Vlierzele · Zonnegem

Belgische gemeenten · Arrondissement Aalst · Oost-Vlaanderen · Vlaanderen